# Hunter Parrish
Hunter Parrish Tharp (ur. 13 maja 1987 w Richmond) – amerykański aktor telewizyjny i filmowy, najbardziej znany z roli Silasa Botwina, syna handlarza narkotyków w serialu Showtime Trawka. Występował na Broadwayu w musicalu Stephena Schwartza Godspell jako Jezus i produkcji Przebudzenie wiosny jako Melchior Gabor.

## Filmografia

### Film
- 2004: Piżama party (Sleepover) jako Lance Gregory
- 2005: Steal Me jako Tucker
- 2005: Premonition (film krótkometrażowy) jako Charlie
- 2005: Dolina iluzji (Down in the Valley) jako Kris
- 2006: RV: Szalone wakacje na kółkach (RV) jako Earl Gornicke
- 2007: Wolność słowa (Freedom Writers) jako Ben Samuels
- 2009: Znów mam 17 lat (17 Again) jako Stan
- 2009: Papierowy bohater (Paper Man) jako Bryce
- 2009: To skomplikowane (It’s Complicated) jako Luke Adler
- 2010: The Space Between jako McDonough
- 2012: Zaginiona (Gone) jako Trey
- 2014: Motyl Still Alice (Still Alice) jako Tom Howland
- 2015: A Rising Tide jako Sam Rama
- 2017: Nocna jazda (All Nighter) jako Kip

### Telewizja
- 2003: Obrońca (The Guardian) jako Hank
- 2005: Summerland jako Tracy Hart
- 2005: CSI: Kryminalne zagadki Las Vegas (CSI: Crime Scene Investigation) jako Jeremy McBride
- 2005: Trawka (Weeds) jako Silas Botwin
- 2006: Skazani za niewinność (In Justice) jako Kevin Rounder
- 2006: Krok od domu (Close to Home) jako Jay Stratton
- 2006: Campus Ladies jako student, pracownik służby zdrowia
- 2007: Prawo i bezprawie (Law & Order: Special Victims Unit) jako Jordan Owens
- 2010: Batman: Odważni i bezwzględni (Batman: The Brave and the Bold) jako Kid Flash, Geo-Force (głos)
- 2011: Pound Puppies: Psia paczka jako Tundra (głos)
- 2013–2014: Żona idealna (The Good Wife) jako Jeffrey Grant
- 2015: The Following jako Kyle Locke
- 2015: Hand of God jako Josh Miller
- 2015–2016: Good Girls Revolt jako Douglas „Doug” Rhodes
- 2017: Quantico jako Clay Haas
- 2018: Tacy jesteśmy (This Is Us) jako Alan
- 2019: Jane the Novela jako Felix